# Маломостицька вулиця
Маломости́цька (Мала́ Мости́цька) вулиця — зникла вулиця Києва, що існувала в Подільському районі міста Києва, місцевість Пріорка. Пролягала від Великої Мостицької вулиці до проспекту Європейського Союзу.
Прилучалися Жашківська вулиця, Жашківський провулок, вулиця Левченка, Славутинська вулиця, Славутинський провулок.

## Історія
Вулиця виникла в 1-й половині XIX століття під такою ж назвою (як продовження Великої Мостицької вулиці). В середині 1990-х років під час знесення старої забудови та будівництва Мостицького житлового масиву всю стару забудову було ліквідовано, а сама вулиця увійшла до складу новопрокладених Мостицької та Новомостицької вулиць. 